# Nya Levande Bibeln
Nya testamentet, Nya Levande Bibeln är en svensk översättning av en engelsk nytolkning av Nya testamentet, utgiven av International Bible Society (Internationella Bibelsällskapet, numera Biblica) år 2003. 
Nya Testamentet NLB distribueras i Sverige bl.a. av den kristna ungdomsorganisationen Ny Generation. Den tidigare utgåvan, Levande Bibeln, var också en översättning från engelskan. Originalet skrevs av Kenneth N. Taylor, som ville förklara Bibelns budskap för sina tio barn. Det var inte någon bibelöversättning utan en parafras eller fri tolkning. 
Målet med Nya testamentet, Nya Levande Bibeln var att grundtexten skulle översättas så att språket kunde förstås också av helt ovana bibelläsare, och därför är till exempel gamla ord som "rättfärdig", "nåd" och "evangelium" omarbetade. De orden har varit desamma i alla svenska översättningar sedan 1500-talet. Underförstådda budskap som lätt förstods av den ursprungliga mottagaren finns utskrivna i texten eller i fotnoter.
Nya Levande Bibeln har tryckts i 200 000 exemplar.

## Exempel - Romarbrevet 1:17
Romarbrevet i Bibel 2000 respektive Nya Levande Bibeln:
- I evangeliet uppenbaras nämligen en rättfärdighet från Gud, genom tro till tro, som det står skrivet: Den rättfärdige skall leva genom tron. (Bibel 2000)

- Det glada budskapet visar att vi genom att helt och fullt tro på Jesus kan bli skuldfria inför Gud. Det står ju i Skriften: "Den som tror blir skuldfri inför Gud och får leva." (Nya Levande Bibeln)